# Georgetown, Texas
Georgetown là một thành phố thuộc quận Williamson, tiểu bang Texas, Hoa Kỳ. Năm 2010, dân số của xã này là 47400 người.

## Dân số
- Dân số năm 2000: 28339 người.
- Dân số năm 2010: 47400 người.